# André Lange
André Lange, född 28 juni 1973 i Ilmenau, Östtyskland, är en tysk bobåkare. Hans största meriter är fyra guldmedaljer vid olympiska vinterspelen.
Lange utbildades först som rodelåkare men 1993 blev han bobåkare. 1998 blev han för första gången juniorvärldsmästare i båda tävlingar, tvåman och fyrman. 2006 blev han den andra styrmannen av alla bobåkare som vann båda guldmedaljer vid samma olympiska spel, den första var Wolfgang Hoppe 1984.
Vid de olympiska vinterspelen 2010 var Lange Tysklands fanbärare.
Han vann dessutom tävlingen för tvåman tillsammans med Kevin Kuske.